# Ambassade de Slovaquie en France
L'ambassade de Slovaquie en France (en slovaque : Veľvyslanectvo Slovenskej republiky v Paríži) est la représentation diplomatique de la République slovaque auprès de la République française. Elle est située 125 rue du Ranelagh, dans le 16e arrondissement de Paris, la capitale du pays. Son ambassadeur (accrédité également à Monaco et à Alger), est, depuis 2023, Ján Šoth (sk).

## Ambassadeurs de Slovaquie en France
Depuis son indépendance de la Tchécoslovaquie en 1993, la Slovaquie a été représentée en France par les ambassadeurs suivants :
| Date de nomination | Date de nomination | Date de remise des lettres de créance | Date de remise des lettres de créance | Ambassadeur             |
| ------------------ | ------------------ | ------------------------------------- | ------------------------------------- | ----------------------- |
| ?                  |                    | 1993                                  |                                       | František Lipka (en)    |
| ?                  |                    | 7 octobre 1997                        | [ JORF 1 ]                            | Vladimír Valach         |
| ?                  |                    | 22 janvier 2002                       | [ JORF 2 ]                            | Mária Krásnohorská (sk) |
| ?                  |                    | 19 novembre 2007                      | [ JORF 3 ]                            | Ján Kuderjavý (zh)      |
| ?                  |                    | 2 juillet 2010                        | [ JORF 4 ]                            | Marek Eštok (sk)        |
| 1er août 2017      |                    | 13 octobre 2017                       | [ JORF 5 ]                            | Igor Slobodník          |
| 1er août 2023      |                    | 29 février 2024                       | [ JORF 6 ]                            | Ján Šoth (sk)           |

## Histoire
La délégation de la Slovaquie auprès de l'OCDE se trouve 28 avenue d'Eylau, dans le même arrondissement.

## Consulats
Outre la section consulaire de son ambassade à Paris, la Slovaquie possède des consulats honoraires à Lille, Grenoble, Nancy, Lyon, et Toulouse.